# 麻園 (新北市)
麻園，原寫為蔴園，是臺灣新北市三峽區的一個地名，位於該區西北部三峽河西岸支流麻園溪下游一帶。以行政區而言，範圍大致包括大埔里最北端、弘道里東南部。

## 歷史
台灣清治末期至日治初期，麻園地區為一街庄，稱為「蔴園庄」，隸屬於海山堡。該庄昔日東隔三峽河與礁溪庄為界，南與大埔庄為鄰，西邊為福德坑庄，北邊為中埔庄、八張庄。
1901年（日治明治三十四年）11月，該庄隸屬於桃園廳，編入第十九區。1905年（明治三十八年）7月，第十九區改稱「三角湧區」。1920年（大正九年），該庄改制並雅化為「麻園」大字，隸屬於臺北州海山郡三峽街，大字下有「麻園」、「溪墘寮」小字名。
戰後三峽街改制為三峽鎮，隸屬於臺北縣，大字亦改制為里。2010年12月，臺北縣升格為新北市，三峽鎮改制為三峽區。

## 交通
省道台3線（中正路二段）經過麻園地區東南端，往南轉西可前往大溪、龍潭、關西等地；往東北可前往三峽市區、土城、板橋、臺北等地。
鄉道北85線（中園街）是山佳至溪墘寮的道路，南側端點位於本地區南部省道台3線路口，往北可前往三峽市區、柑園、山佳等地。